# Mysliboř
Mysliboř (německy Misliborsch) je obec v okrese Jihlava v Kraji Vysočina. Žije zde 201 obyvatel.

## Název
Název se vyvíjel od varianty Myslibors (1366), Mysliborž (1678), Misslieborž (1718), Myslyborž (1720, 1751), Misliboř (1846), Misliborsch a Myslibořice (1872), Mysliboř (1881), Misliborsch a Mysliboř (1885) až k podobě Mysliboř v roce 1924. Místní jméno vzniklo přidáním přivlastňovací přípony -jъ k osobnímu jménu Myslibor.

## Historie
První písemná zmínka o obci pochází z roku 1366 (Myslibors).

## Přírodní poměry
Nachází se 2,5 kilometru jihozápadně od Sedlejova, dva kilometry západně od Urbanova a Žatce, čtyři kilometry severovýchodně od Telče, dva kilometry jihovýchodně od Studnice a 4,5 kilometru od Třeštice.Geomorfologicky je oblast součástí Křižanovské vrchoviny a jejich podcelků Dačická kotlina a Brtnická vrchovina, v jejíž rámci spadá pod geomorfologický okrsek Třešťská pahorkatina. Průměrná nadmořská výška činí 536 metrů. Nejvyšší bod o nadmořské výšce 589 metrů se nachází severně od obce a severně od Mysliboře stojí vrch Drviště (572 m n. m.). Obcí protéká potok Votavice, do níž se na návsi ze severu vlévá Pasecký potok. Západně od vsi se do Votavice vlévá Studnický potok a jihovýchodně pak Myslibořský potok, na němž se rozkládá Myslibořský rybník.

## Obyvatelstvo
Podle sčítání 1930 zde žilo v 57 domech 310 obyvatel. 309 obyvatel se hlásilo k československé národnosti. Žilo zde 310 římských katolíků.
| Rok            | 1869 | 1880 | 1890 | 1900 | 1910 | 1921 | 1930 | 1950 | 1961 | 1970 | 1980 | 1991 | 2001 | 2011 | 2021 |
| -------------- | ---- | ---- | ---- | ---- | ---- | ---- | ---- | ---- | ---- | ---- | ---- | ---- | ---- | ---- | ---- |
| Počet obyvatel | 317  | 333  | 343  | 335  | 304  | 303  | 310  | 256  | 250  | 232  | 235  | 229  | 223  | 194  | 204  |
| Počet domů     | 45   | 62   | 58   | 56   | 58   | 58   | 57   | 60   | 59   | 58   | 59   | 67   | 73   | 76   | 83   |

## Obecní správa a politika
Mysliboř je členem Mikroregionu Telčsko a místní akční skupiny Mikroregionu Telčsko.
Obec má sedmičlenné zastupitelstvo, v jehož čele stojí starosta Martin Chalupa.
| Období    | Voliči | Účast v % | Mandáty | Výsledky                     | Starosta        |
| --------- | ------ | --------- | ------- | ---------------------------- | --------------- |
| 2002–2006 | 176    | 55,11     | 7       | 7 Sdruž.nezávislých Mysliboř | Karel Švec      |
| 2006–2010 | 178    | 56,74     | 7       | 7 NEZÁVISLÍ MYSLIBOŘ         | Karel Švec      |
| 2010–2014 | 174    | 54,02     | 7       | 7 NEZÁVISLÍ MYSLIBOŘ         | Ladislav Prokop |
| 2014–2018 | 156    | 50,64     | 7       | 7 Nezávislí Mysliboř         | Ladislav Prokop |

### Obecní symboly
Znak a vlajka byly obci uděleny rozhodnutím předsedy Poslanecké sněmovny Parlamentu České republiky dne 12. května 2016.

## Hospodářství a doprava
V obci sídlí firma Holybroker s.r.o. Obcí prochází silnice III. třídy č. 02321 z Telče do Sedlejova a železniční trať č. 227 Kostelec – Slavonice. Dopravní obslužnost zajišťují České dráhy. Obcí prochází cyklistická trasa č. 5091 ze Sedlejova do Telče.

## Školství, kultura a sport
Místní děti dojíždějí do základní školy v Telči. Působí zde Sbor dobrovolných hasičů Mysliboř. Sídlí zde knihovna.

## Pamětihodnosti
- Smírčí kámen při silnici do Telče
- Hasičská zbrojnice se zvoničkami z roku 1921
- Venkovský dům čp. 34 z přelomu 18. a 19. století